# Amin Gemayel
Amin Gemayel (in arabo أمين الجميل‎?, Amīn al-Jumayyil; Beirut, 22 gennaio 1942) è un politico libanese.
Amin Gemayel è uno dei figli di Pierre Gemayel, fondatore del partito delle Kata'eb, le "Falangi libanesi". È dunque un componente della famiglia maronita che ha spesso svolto un ruolo di primo piano nella storia del Libano contemporaneo.

## Biografia

### Formazione e primi passi politici
Dopo aver conseguito la laurea in Giurisprudenza alla St Joseph University, Amin Gemayel dal 1965 ha lavorato come avvocato per il rafforzamento e l'ampliamento degli affari della sua famiglia, una delle più importanti del mondo maronita libanese. Nel 1970, grazie a una speciale elezione suppletiva, fu eletto parlamentare dell'Assemblea nazionale per succedere al posto che aveva tenuto fino alla sua morte lo zio Maurice Gemayel. Superò il suo antagonista Fu'ad Lahud col 54% dei voti espressi contro il 41%. Fu rieletto nel 1972, nel corso delle ultime elezioni libere che ebbero modo di svolgersi per circa un ventennio, prima dell'intervento militare delle forze armate siriane della FAD.
Mentre suo fratello minore Bashir era visto come un politico radicaleggiante, favorevole all'espulsione dal Libano dei combattenti palestinesi, che s'erano installati nel sud del Libano con  un regime praticamente autonomo di autogoverno  e in alcuni quartieri di Beirut sconvolgendo di conseguenza in modo profondo i fragili equilibri libanesi, e ad  una non troppo teorica possibilità di concludere una pace formale con lo Stato d'Israele, Amin Gemayel era invece assai più moderato. Politico alla ricerca del consenso, Amin, a differenza di suo fratello Bashir, evitò innanzi tutto di alienarsi le simpatie dei politici musulmani. Quando Bashir Gemayel fu assassinato nel 1982, la scelta di Amin come suo successore apparve a molti come una scelta naturale, sia per i suoi sostenitori cristiani, sia per i suoi avversari musulmani.

### La presidenza della Repubblica
Amin fu eletto il 23 settembre 1982 dall'Assemblea Nazionale.
La presidenza appare tuttavia pressoché impossibile da esercitare a causa delle forze armate straniere che occupano i due terzi del paese (la Siria nel nord e nell'est e Israele nel sud) e le milizie para-militari cristiane, druse, sunnite, sciite e palestinesi che occupano quasi tutto il resto del Libano. Anche il sostegno dei cristiano-maroniti del Fronte Libanese, dopo la morte del padre Pierre nel 1984, si fece più flebile. I suoi sforzi per conseguire un accordo di pace con Israele sono contrastati dalla Siria e dai politici di fede islamica. Il suo governo si trova nell'incapacità di esigere le imposte a causa delle milizie che controllano le più grandi città e le percepiscono per loro stesse. È criticato per non prendere alcuna provvedimento mirante a rafforzare l'autorità del governo, ma i suoi sostenitori sottolineano che egli non ha alcun margine di manovra ma che, al contrario, è riuscito a mantenere una parvenza di ordine costituzionale.
Gemayel, il cui mandato finisce il 23 settembre 1988, non può ripresentarsi a termini costituzionali. La Siria, che occupa sempre la maggior parte del Libano sotto le formali insegne della FAD, insiste per proporre Mikhael Daher, ben noto per le sue posizioni filo-siriane, ma tale scelta è impossibile da accettare per i politici cristiani che propongono invece Dany Chamoun, figlio dell'antico presidente Camille Chamoun, o il gen. Michel Aoun (ʿAwn), il comandante dell'esercito libanese. Ma Chamoun e Aoun sono entrambi inaccettabili agli occhi dei siriani e dei politici musulmani del Libano. Una crisi costituzionale si sviluppa. 
Quindici minuti prima del termine del mandato presidenziale, Gemayel designa Aoun come Primo ministro, in palese violazione del mai scritto Patto Nazionale del 1943, che assegna la carica di Presidente della Repubblica a un maronita, a un musulmano sunnita invece la carica di Presidente del Consiglio, a un musulmano sciita la carica di Presidente del Parlamento (Assemblea Nazionale) e a un druso infine la carica di Capo di Stato Maggiore dell'esercito libanese. Cosa tanto più pericolosa per i fragili equilibri istituzionali dal momento che il Presidente del Consiglio è autorizzato ad esercitare l'interim della carica presidenziale in caso di impossibilità da parte del Capo dello Stato.

I politici e i signori della guerra musulmani rifiutano di riconoscere il Governo Aoun, e riconoscono al contrario un governo rivale, guidato da Salim el-Hoss.

### L'esilio
Per ragioni comprensibili, Gemayel si esiliò per i dodici anni seguenti, andando a vivere in Svizzera, Francia e Stati Uniti d'America dove fu conferenziere presso il Dipartimento di Affari Internazionali dell'università di Harvard e Maryland. Dopo gli Accordi di Ta'if, manifestò la propria volontà di rientrare in patria ma il capo dei servizi segreti siriani in Libano, Gen Ghazi Kanaan, si oppose al suo ritorno.

### Il ritorno alla vita politica
Nel 2000, peraltro, egli rientrò in Libano e si collocò tra gli oppositori del Presidente dalla Repubblica filo-siriano, Émile Lahoud. Sconfitto nei suoi tentativi di riprendere il controllo del partito Katāʾib, fondò una nuova formazione politica, la "Base Kata'ib" diventato "Movimento Riformatore Katāʾib" e si propose come il vero successore del vecchio partito delle Katāʾib fondato da suo padre, Pierre Gemayel. S'è, del pari, unito al raggruppamento di Kornet Chehwane, un gruppo di politici cristiani che s'oppone al governo e che proviene da differenti partiti politici. Suo figlio, Pierre Gemayel Jr è stato eletto in parlamento nel 2000 e nel 2005, prima di essere a sua volta assassinato il 21 novembre 2006. 
Nel 2003, Amin Gemayel ha provato ad agire in veste d'intermediario fra il Presidente statunitense George W. Bush e il dittatore iracheno, Saddam Hussein. Benché i suoi sforzi per evitare la guerra del Golfo che seguì non fossero coronati da successo, essi hanno alimentato le speculazioni sul fatto che Amin Gemayel potesse essere candidato al posto di Segretario generale delle Nazioni Unite, alla fine del mandato di Kofi Annan.
Nel 2005, dopo il ritiro siriano dal Libano, il partito delle Katāʾib si è riunificato e Gemayel è stato designato Presidente di questa formazione politica.
A fine luglio 2007, Amin Gemayel ha annunciato la propria candidatura alle elezioni legislative parziali, per occupare il seggio maronita della regione del Metn, lasciato vacante a causa dell'assassinio di suo figlio Pierre. Una campagna accanita fu allora avviata, nella quale Gemayel (sostenuto dall'Alleanza del 14 Marzo) affrontò Camille Khoury, il candidato della Libera Corrente Patriottica sostenuto dal gen. Michel Aoun, dall'antico vicepresidente del Consiglio Michel Murr, dal partito armeno Dashnak (Tachnag) e dai partiti filo-siriani. Le elezioni si tennero il 5 agosto 2007 e il risultato fu sfavorevole ad Amin Gemayel per soli 418 voti di scarto su un totale di 79.000 votanti.
In occasione del 72º anniversario delle partito delle Katāʾib (novembre 2008), Amin Gemayel ha insistito nella richiesta che Hezbollah consegnasse le sue armi allo Stato, poiché esso dice d'aver ritirato le proprie  dalle strade, ma solamente per nasconderle nei sottoscala.

## Vita privata
Gemayel è sposato dal dicembre del 1967 con Joyce Tyan, dalla quale ha avuto la figlia Nicole e due figli, Pierre Gemayel Jr e Sami, fondatore della corrente politica Lubnānunā ("Libano nostro"), che s'è integrata nelle Falangi dopo l'assassinio del fratello, divenendo il presidente del partito.